# SummerSlam (2016)
SummerSlam (2016) là một sự kiện pay-per-view đấu vật chuyên nghiệp và sự kiện của WWE Network sản xuất bởi WWE, diễn ra ngày 21 tháng 8 năm 2016 tại Barclays Center ở Brooklyn, New York. Đây là sự kiện thứ 29 trong chuỗi sự kiện SummerSlam, là sự kiện SummerSlam thứ hai liên tiếp tại cùng 1 địa điểm, và là sự kiện đầu tiên dưới việc giới thiệu lại mở rộng thương hiệu WWE.
Có 12 trận đấu trong sự kiện, trong đó có 3 trận ở pre-show. Trong sự kiện chính, Brock Lesnar đánh bại Randy Orton bằng technical knockout trong khi các trận đấu khác, Finn Bálor đánh bại Seth Rollins để trở thành nhà vô địch WWE Universal đầu tiên, Dean Ambrose đánh bại Dolph Ziggler để giành lại đai WWE World Championship, và AJ Styles đánh bại John Cena.

## Kết quả
| # | Matches* | Thể loại                                                                      | Thời gian |
| --- | --- | ----------------------------------------------------------------------------- | --------- |
| 1P | The Usos (Jey Uso và Jimmy Uso), American Alpha (Chad Gable và Jason Jordan), và The Hype Bros (Mojo Rawley và Zack Ryder) đánh bại Breezango (Fandango và Tyler Breeze), The Ascension (Konnor và Viktor), và The Vaudevillains (Aiden English và Simon Gotch) | 12-man Trận đấu đồng đội                                                      | 14:32     |
| 2P | Sami Zayn và Neville đánh bại The Dudley Boyz (Bubba Ray Dudley và D-Von Dudley) | Trận đấu đồng đội                                                             | 7:55      |
| 3P | Sheamus đánh bại Cesaro | Trận đấu đơn First in the best of seven series Sheamus leads 1–0              | 14:11     |
| 4 | Chris Jericho và Kevin Owens đánh bại Enzo Amore và Big Cass | Trận đấu đồng đội                                                             | 12:08     |
| 5 | Charlotte đánh bại Sasha Banks (c) | Trận đấu đơn tranh đai WWE Women's Championship                               | 13:51     |
| 6 | The Miz (c) (cùng với Maryse) đánh bại Apollo Crews | Trận đấu đơn tranh đai WWE Intercontinental Championship                      | 5:45      |
| 7 | AJ Styles đánh bại John Cena | Trận đấu đơn                                                                  | 23:10     |
| 8 | Luke Gallows và Karl Anderson đánh bại The New Day (Kofi Kingston và Xavier Woods) (c) (cùng với Jon Stewart) bằng luật chống phạm quy | Trận đấu đồng đội tranh đai WWE Tag Team Championship                         | 9:09      |
| 9 | Dean Ambrose (c) đánh bại Dolph Ziggler | Trận đấu đơn tranh đai WWE World Championship                                 | 15:18     |
| 10 | Nikki Bella, Natalya, và Alexa Bliss đánh bại Becky Lynch, Naomi, và Carmella | Trận đấu đồng đội nữ 6 người                                                  | 11:04     |
| 11 | Finn Bálor đánh bại Seth Rollins | Bị đè và submission-only match tranh đai inaugural WWE Universal Championship | 19:24     |
| 12 | Brock Lesnar (cùng với Paul Heyman) đánh bại Randy Orton thể hiện bởi technical knockout | Trận đấu đơn                                                                  | 11:45     |
| - (c) – chỉ người vô địch bước vào trận đấu - P – chỉ trận đấu diễn ra trong pre-show *Card subject to change | |                                                                               |           |

- Roman Reigns vs. Rusev tranh đai United States Championship chưa bao giờ chính thức bắt đầu khi Rusev không thể thi đấu sau khi bị Reigns đánh chấn thương.[19]  1. ↑  Nikki, returning from injury, was a surprise last-minute replacement for Eva Marie, who was suspended just days before SummerSlam for violating WWE's Wellness Policy.